# Walenbos
Het Walenbos is een bos in de Belgische gemeente Tielt-Winge en vormt een van de belangrijkste natuurgebieden van het Hageland. Het bos is ongeveer 500 hectare groot en bestaat voornamelijk uit elzenbroekbos. Daarmee is het een van de grootste elzenbroekbossen van Vlaanderen. In de regio van het Walenbos bevindt zich het brongebied van de Motte, vlakbij ligt het Troostembergbos. 
Het Walenbos is Europees beschermd als onderdeel van Natura 2000-gebied 'Valleien van de Winge en de Motte met valleihellingen' (BE2400012). Het bestaat uit aaneengesloten deelgebieden die een mozaïek van verschillende habitattypes vormen waaronder ook delen echt oud bos. Ook de hellingsbossen herbergen waardevol oudbos, zij het over kleinere oppervlaktes. Het gehele Natura-2000 gebied inclusief de kleinere deelgebieden, kan voor een aantal soorten als wespendief, middelste bonte specht en tal van vleermuizen wel een duurzaam leefgebied en zelfs kerngebied vormen.

## Geschiedenis
De vallei waarin het Walenbos gelegen is was tot ca. 1800 grotendeels moeras- en graslandgebied. Op de venige plaatsen werd tot het begin van de 20ste eeuw turf gestoken. Tot de jaren 1970 was het Walenbos enkel privébezit. Anno 2013 beheert het Agentschap voor Natuur en Bos ongeveer 350 ha waarvan 320 ha ook bij hen in eigendom is.

## Flora
In het gebied groeien verscheidene soorten orchideeën en andere zeldzame plantensoorten zoals moerasviooltje, blauwe knoop, ratelaar, betonie, stekelbrem, heidekartelblad en klein glidkruid. Ook komen er in het Walenbos komen meer dan 600 verschillende soorten paddenstoelen voor.

## Fauna
In de open plekken van het Walenbos komende verschillende soorten dagvlinders voor zoals de eikenpage en de kleine ijsvogelvlinder. Verder komen ook reeën, houtsnip, buizerd, havik, wespendief, middelste bonte specht, zwarte specht en ijsvogel voor in het gebied alsook verschillende amfibieën- en libellensoorten.

## Afbeeldingen

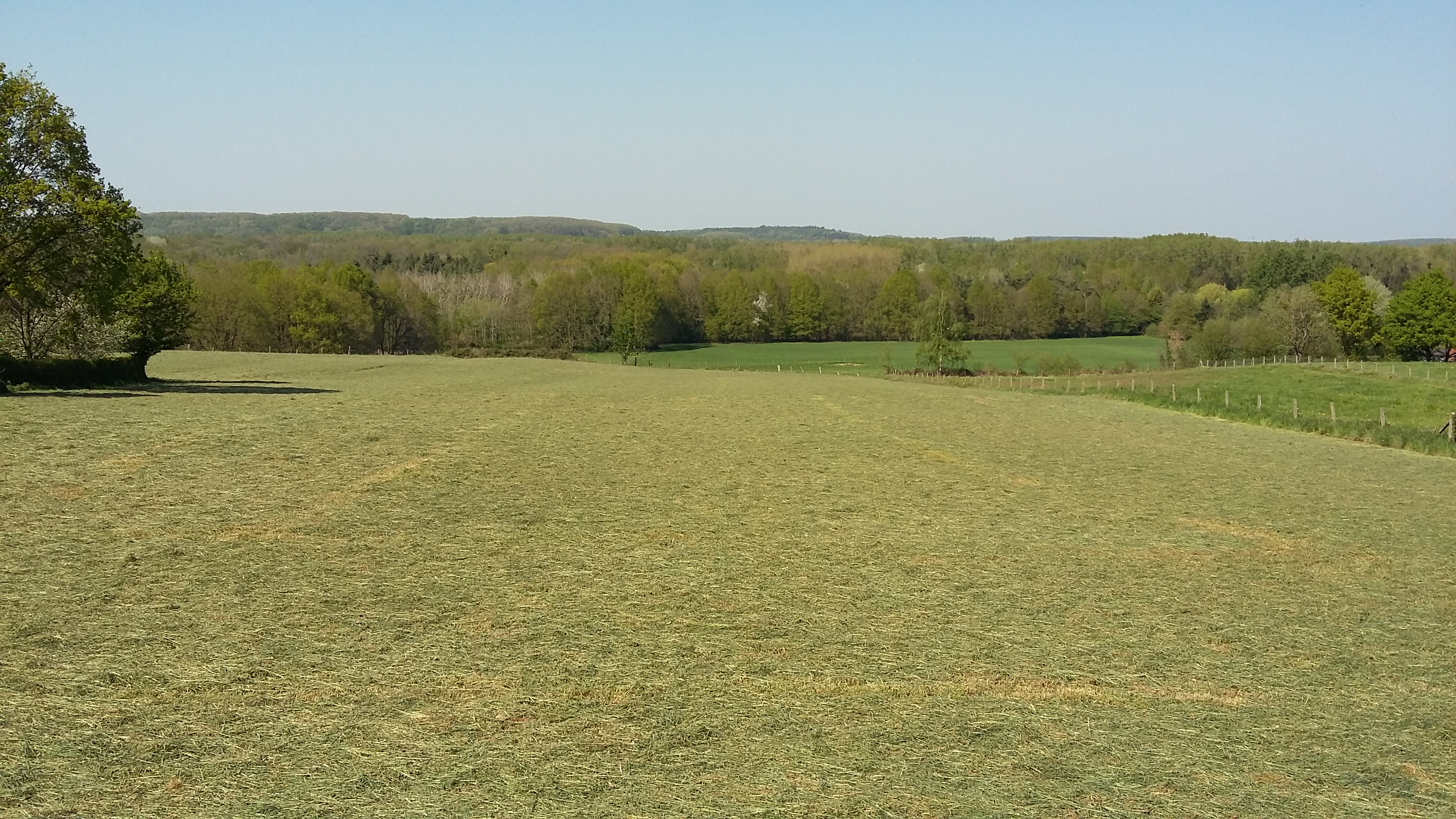
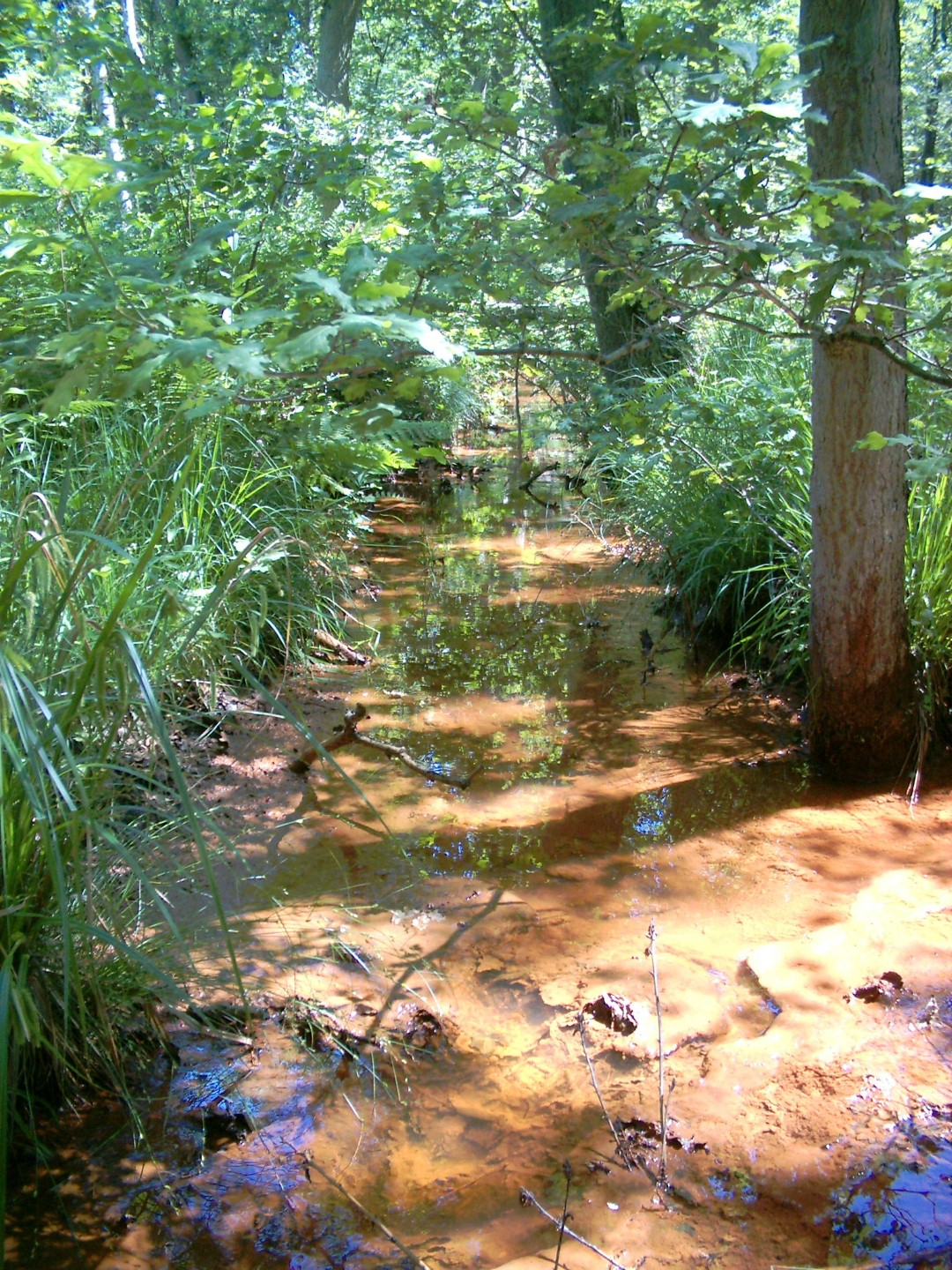
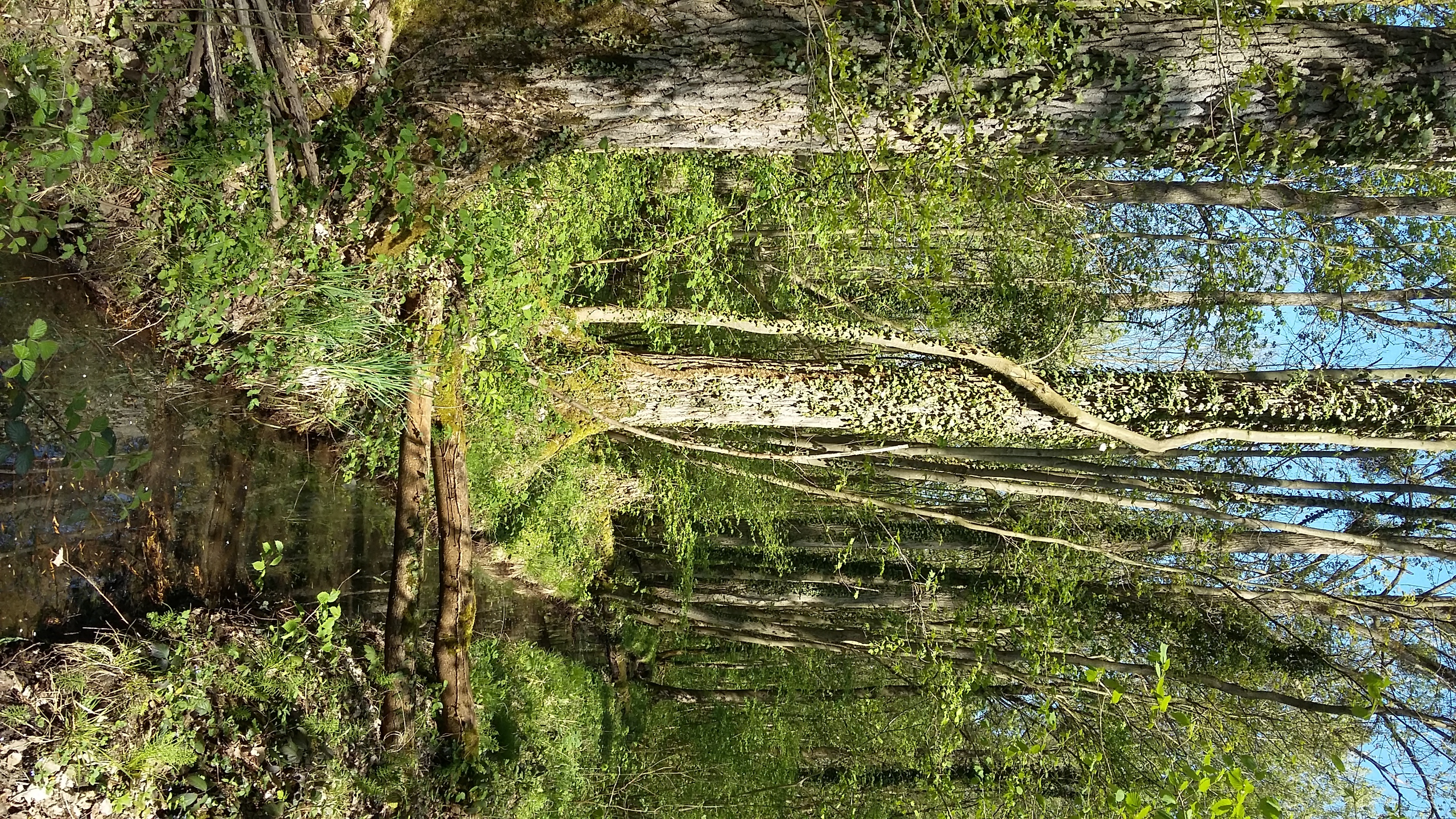
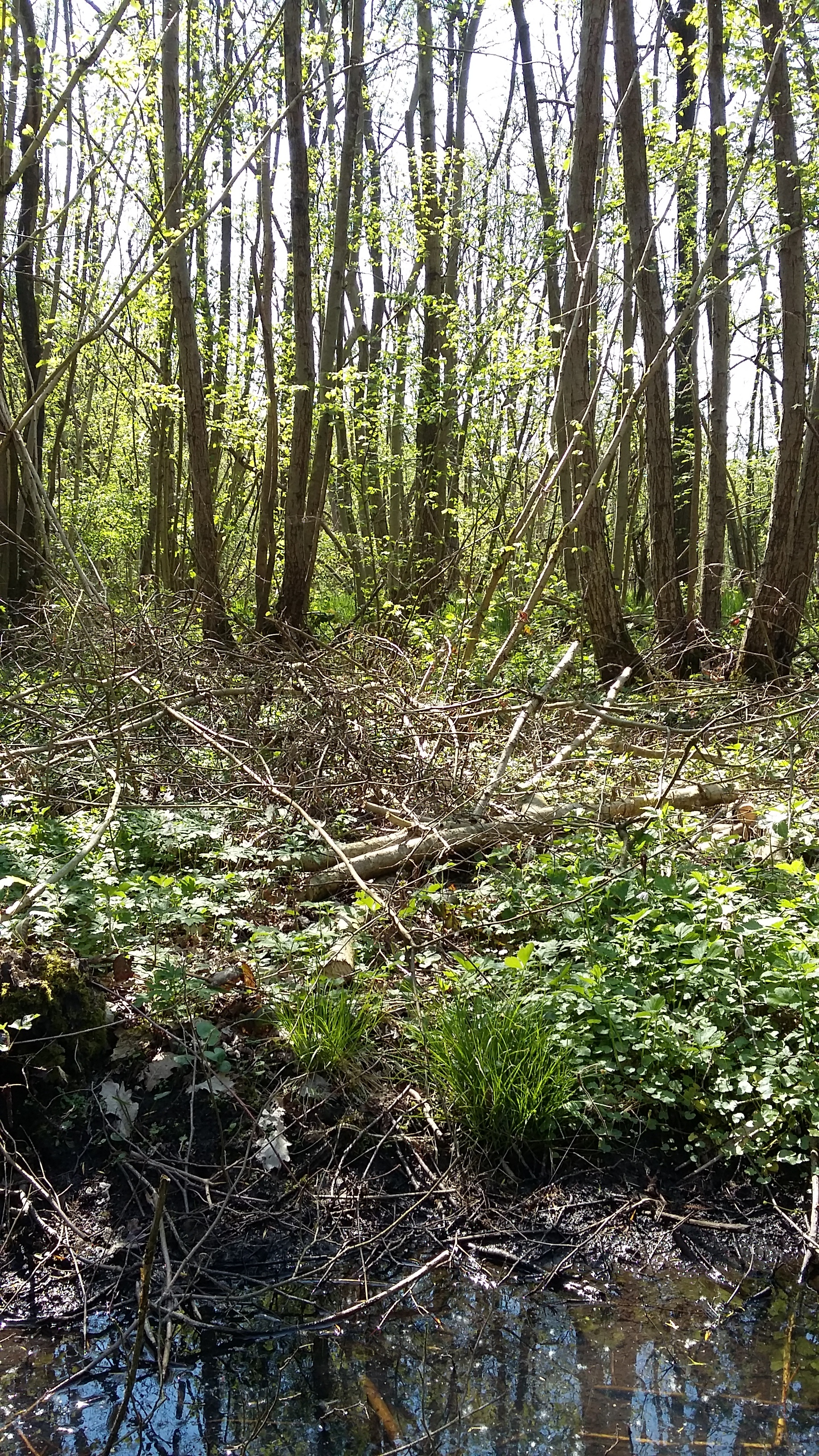
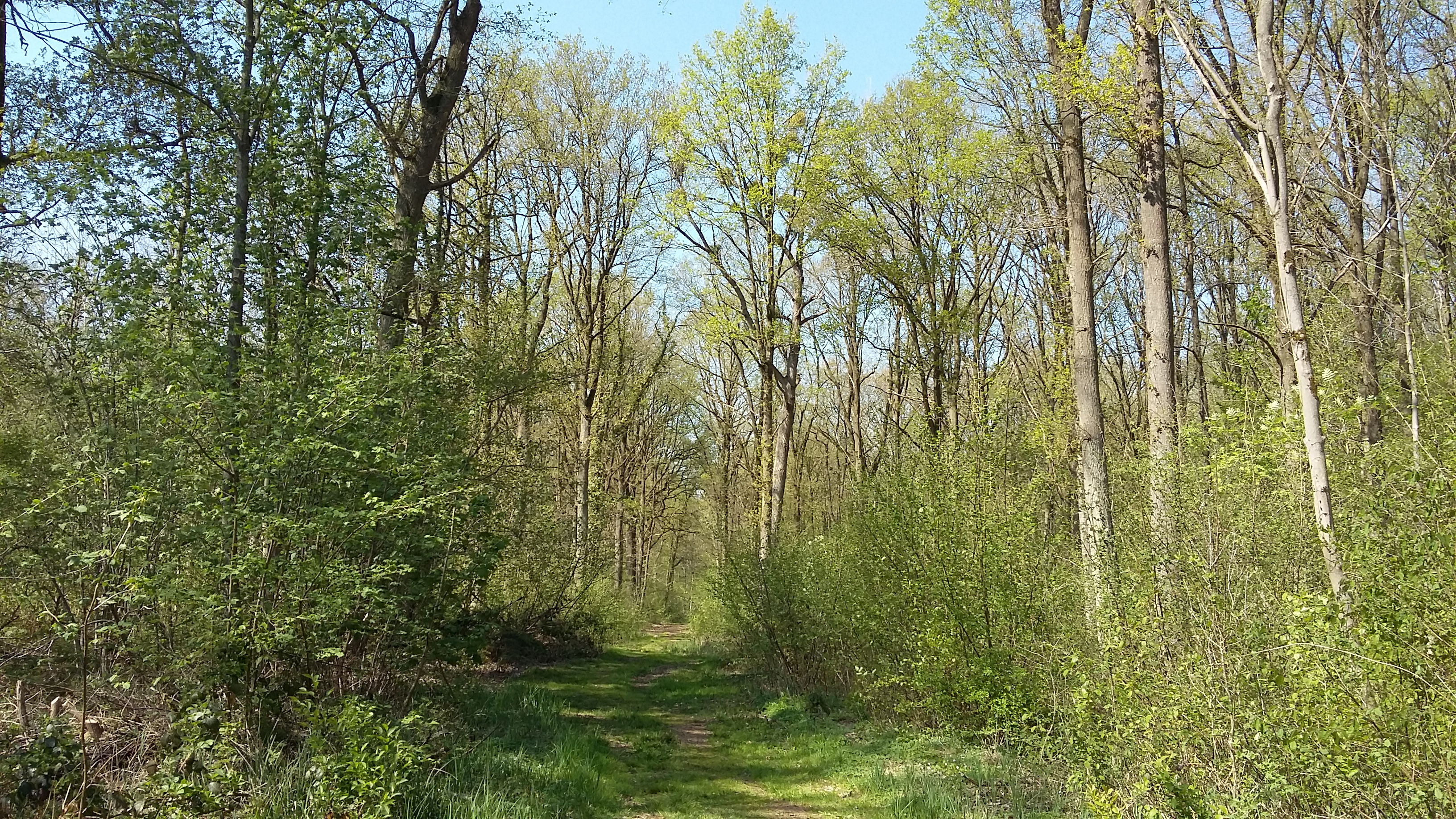
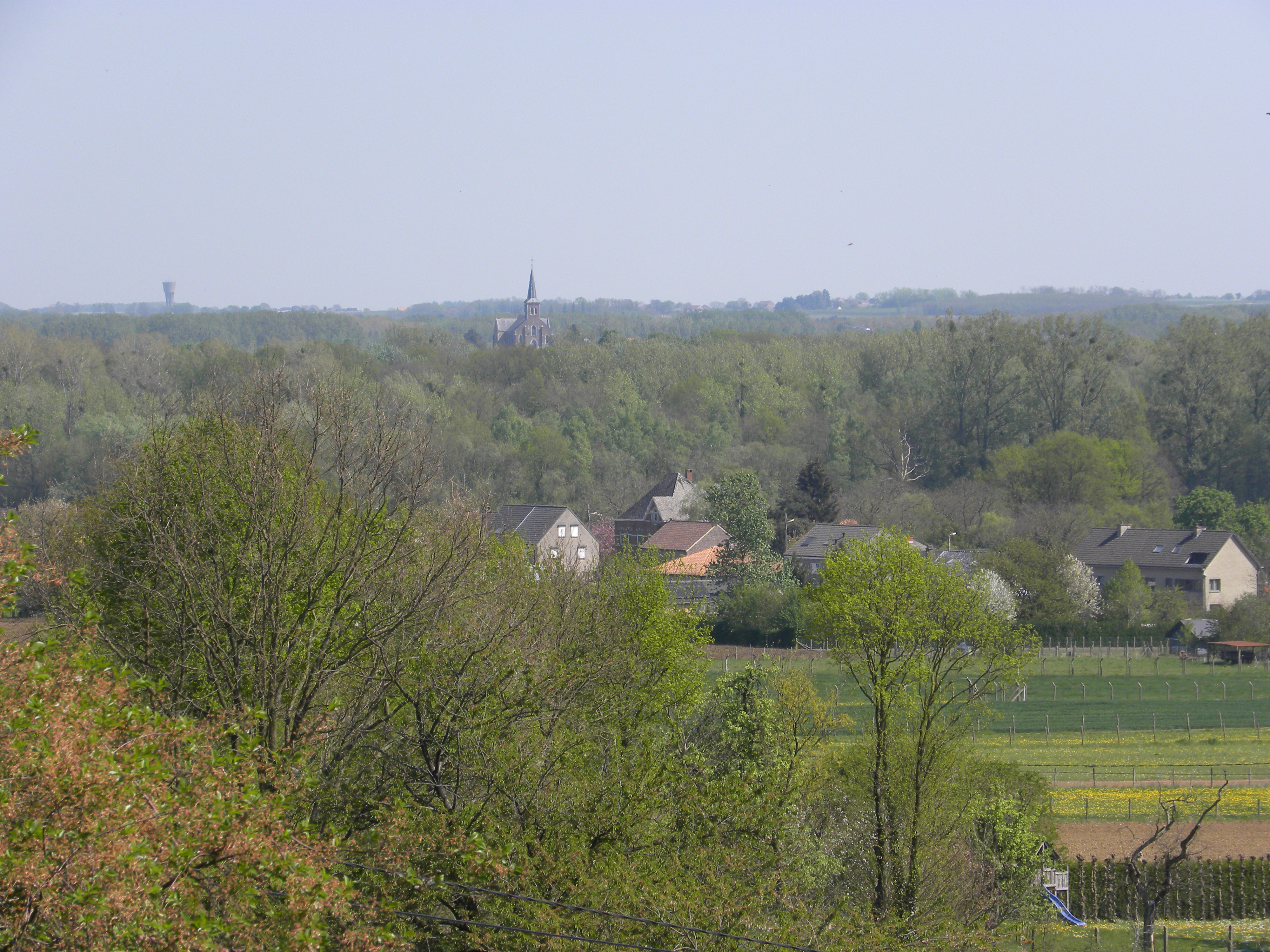